# Joan Albertí i Arbona
Joan Albertí i Arbona (Fornalutx, Mallorca, 1850-1916) fou un organista, pedagog i compositor mallorquí.
Es formà musicalment a l'escolania de Lluc i amplià els coneixements musicals al Seminari Conciliar de Mallorca amb G. Massot. El 1869 esdevingué l'organista de l'església de Sant Miquel començà a escriure les primeres partitures. L'any 1886 fou monjo del monestir de Montserrat i al 1877 s'ordenà prevere. El 1895 anà a fer d'organista a Sóller, on s'encarregà de la música de la parròquia i de l'Orfeó Sollerense. L'any 1907 guanyà la plaça d'organista a Oriola i pren possessió del càrrec el 26 de juny del mateix any. Renuncia al seu càrrec el 20 de novembre de 1911, any que torna a Sóller per motius de salut. Va escriure música de caràcter religiós, repertori que compta amb una misa, la Misa en dos coros, i diversos responsoris, un Ego ex ore Altissimi prodivi, un Electa mea, un Hortus conclusus, un Magnificat, un Nihil inquinatum, un Per unum hominem, un Signum magnum i un Transite ad me omnes.